# William Standish Knowles
William Standish Knowles (1. juni 1917 – 13. juni 2012) var en amerikansk videnskabsmand. Han modtog Nobelprisen i kemi i 2001.